# Bad Apple!!
Bad Apple!! — шоста композиція саундтреку до скрол-шутеру 1998 року Lotus Land Story, четвертої частини серії Touhou Project, створеної Team Shanghai Alice. Інструментальна тема спочатку була написана для відтворення на третім рівні гри у вигляді чиптюну на японськім комп'ютері PC-98 зі швидкістю 161 ударів на хвилину і використанням FM-синтезу. Версія з Lotus Land Story, яка має понад 1,4 мільйона переглядів на YouTube є ремейком пісні з офіційного альбому Touhou під назвою Akyu's Untouched Score Volume 1 і була випущена 21 травня 2006 року.
Композиція відома значно пізнішою кавер-версією від Alstroemeria Records та подальшого чорно-білого тіньового відео. Відео стало японським інтернет-мемом наприкінці 2000-х років, що корелюється з піком популярності Touhou, і пережило відродження в середині 2010-х років, коли чорно-біле відео було портовано на різноманітну техніку, таку як застаріле обладнання, екрани, створені в іграх-пісочницях (наприклад Minecraft), та інше (зокрема механічний телевізор) як графічний тест. Станом на січень 2025 року відео набрало понад 100 мільйонів переглядів на YouTube.

## Пісня
20 травня 2007 року, на 4-й Reitaisai, доджін гурт Alstroemeria Records, очолюваний Масайоші Міношімою, випустив довшу кавер-версію за участю співачки Nomico в альбомі Lovelight. Вона мала мало спільного з оригінальним саундтреком, запозичивши кілька семплів, і була єдиною вокальною піснею в альбомі, а також текстом, присвяченому депресії та апатії.
З травня 2017 року по серпень 2018 року Alstroemeria Records випустили серію альбомів до 10-ї річниці альбому Bad Apple!!, що повністю складаються з реміксів та каверів їхньої версії Bad Apple!!.

## Музичне відео
8 червня 2008 року користувач з Nico Nico Douga завантажив відео грубої розкадровки, заснованої на версії Alstroemeria Records, і попросив когось її анімувати. Було намальовано кілька анімацій, але з відносно невеликим успіхом.
Між жовтнем 2008 та жовтнем 2009 років група під керівництвом Аніра (яп. あにら) створили тіньову (чорно-білу) анімацію на основі розкадровки, яка була опублікована на Nico Nico 26 жовтня 2009 року. Вона швидко набула популярності як інтернет-мем — станом на вересень 2018 року оригінал на Nico Nico переглянули понад 26 мільйонів разів, а перезавантаження на YouTube (в січні 2025 року) досягло 100 мільйонів переглядів. У самому відео зображено багатьох персонажів Touhou Project епохи Windows, аж до Scarlet Weather Rhapsody, які вони переходять один в одного.
21 травня 2020 року анімація від групи Аніри стала офіційним музичним відео та була випущена Alstroemeria Records.
Станом на серпень 2025 року кліп набрав 110 мільйонів переглядів на Youtube.

## Використання відео як графічний та аудіо тест
Пісня здобула популярність у середині 2010-х років, коли тіньове відео було портовано на кілька ігрових консолей другого покоління та графічних калькуляторів, які, як вважалося, не могли відтворювати повноцінне відео, для змагань з ретрокомп'ютерних демосцен. Пітер Дел, програміст, який брав участь у одному з таких портів, описав відео як графічний еквівалент програм «Hello, World!».
- У червні 2014 року демо 8088 Domination містила розділ, що відтворював Bad Apple!! на IBM 5150 1981 року випуску з роздільною здатністю 640×200 та частотою 30 кадрів на секунду.[21][22]
- У червні 2014 року близько двох хвилин альбому Bad Apple!! було відтворено на Commodore 64 як 2000 кадрів на секунду з частотою 12 кадрів на секунду на односторонній дискеті.[23]
- До 2015 року Bad Apple!! було відтворено на консолях Vectrex,[24][25] Atari 2600, Nintendo Entertainment System, Sega Genesis та графічнім калькуляторі Texas Instruments серії TI-84 Plus.[24]
- У 2019 році Стефан Хокенхал запрограмував Arduino Mega для рендерингу відео (без звуку) з роздільною здатністю 128×176 та 60 кадрів/с.[26]
- 17 грудня 2022 року DJ Sures опублікував відео на YouTube, в якому демонструє свій порт Bad Apple!! накомп'ютер NABU.[27]
- У 2023 році кілька користувачів Reddit анімували Bad Apple!! під час тогорічної події на r/place. Хоча це була переважно співпраця між сабреддитами Touhou, osu! та Hatsune Miku, кілька інших сабреддитів також допомогли з анімацією, на відтворення якої знадобилося майже 72 години.[28][29]